# 潜水艦部隊 (フランス海軍)
潜水艦部隊(Les Forces sous-marines, FSM)はフランス海軍の部隊。潜水艦の部隊・人事管理を目的としている。

## 概要
フランス海軍の有する潜水艦（全て原子力潜水艦）の部隊・人事管理用の編制であり、フランス海軍の主要編制の一つである。人員は約3,300名。
6隻の攻撃型（SNA）と4隻の弾道ミサイル搭載型（SNLE）が管理下にある。攻撃型の基地はトゥーロンに、弾道ミサイル搭載型の基地はブレスト近郊にある。作戦指揮上において、戦略海洋部隊(FOST)に指揮される。